# Paweł Fidala
Paweł Fidala (ur. 25 października 1965 w Sosnowcu zm. 21 lutego 2018 w Katowicach) – polski operator filmowy, operator dźwięku, pilot śmigłowcowy.
Dorastał w Sosnowcu, gdzie ukończył Technikum Energetyczne. W 1990 roku obronił dyplom magistra na Wydziale Informatyki i Nauki o Materiałach Uniwersytetu Śląskiego w Katowicach. Od 1988 roku posiadał licencję pilota szybowcowego i na śmigłowce. W latach 1990–1991 pracował dla Bogusława Bagsika w Art-B.
Od 1992 roku współpracował m.in. z Radiem Flash, TVP Katowice, TVN, Polsat, Endemol, Studiem Sonica, Discovery, National Geographic, BBC. Był mocno związany ze środowiskiem muzycznym, brał udział w tworzeniu koncertów licznych wykonawców.
Był autorem zdjęć lotniczych w filmie dokumentalnym pt. Auschwitz amerykańskiego reżysera Jamesa Molla. Dokument został zaprezentowany 27 stycznia 2015 podczas obchodów 70. rocznicy wyzwolenia obozu KL Auschwitz-Birkenau w Oświęcimu.
W sierpniu 2017 roku trafił do szpitala w Sosnowcu z diagnozą: pęknięty tętniak mózgu. Pochowany na Cmentarzu Komunalnym przy ul. Małobądzkiej w Będzinie.

## Filmografia (operator)

### Operator kamery
- 2015: Auschwitz

### Dźwięk
- 2017: Labirynt świadomości
- 2008: Wydział zabójstw
- 2007–2018: Barwy szczęścia
- 2007: Futro
- 2007: Prawo miasta
- 2006: Ale się kręci
- 2006: Będziesz moja
- 2005–2008: PitBull
- 2005: Antek puka do raju
- 2005: Chaos
- 2005: Para mieszana
- 2005: Skazany na bluesa
- 2003–2011: Daleko od noszy
- 2000: Pokolenie
- 1999–2001: Graczykowie
- 1996: Babie lato